# 台湾女贞
台湾女贞（学名：Ligustrum amamianum）是木犀科女贞属的植物。分布在台湾、日本以及中国大陆的香港等地，生长于海拔1,000米至3,000米的地区，见于石灰岩沙砾山岭林中，目前尚未由人工引种栽培。